# Mandelmassa

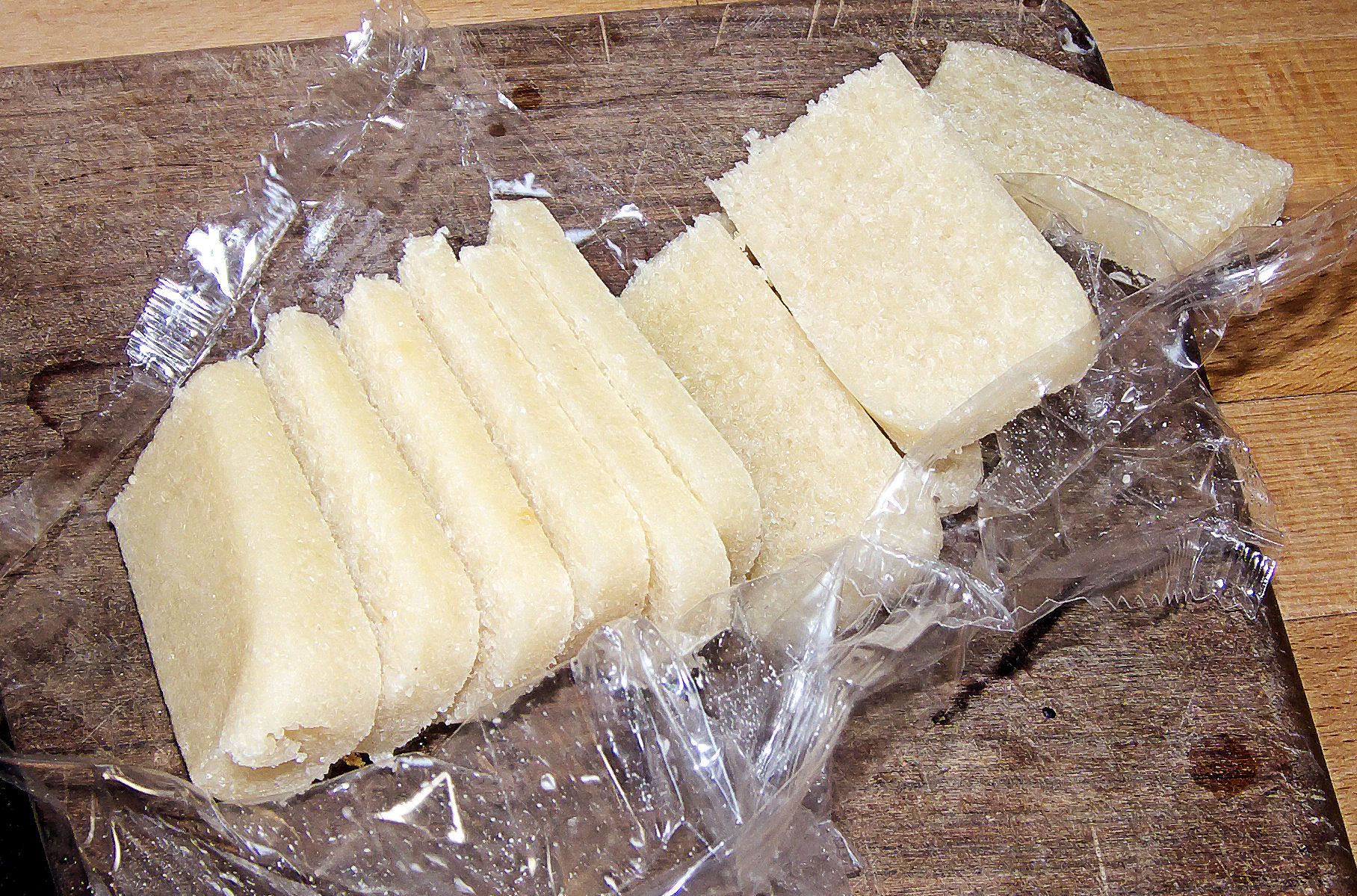
Mandelmassa.

Mandelmassa är mald mandel ihoprört med socker och ofta med glukossirap eller äggvita som tillsatt bindemedel, till skillnad från marsipan som endast innehåller mandel och socker.
Viss mandelmassa drygas ut med kärnor från aprikos eller persika, som är släkt med mandel. Då kan bittermandelolja vara tillsatt för att upprätthålla en mandelsmak. Resultatet av denna utspädning är vanligen att massan inte är lika fast i konsistensen som originalet.
Mandelmassa används i vissa söta bakverk, exempelvis i mazariner och som fyllning i semlor.
Fram till 2003 var det krav på att en produkt som kallas "mandelmassa" måste innehålla minst 50 procent mandel. Numera finns det inte längre någon regel för mängden mandel, vilket medför att vissa tillverkare väljer att ha mer socker i massan.